# Hakuto-R M2
Hakuto-R M2 war der zweite Einsatz eines Hakuto-R-Mondlanders des japanischen Raumfahrtunternehmens ispace. Der Lander wurde am 15. Januar 2025 mit einer Falcon-9-Rakete von SpaceX gestartet und erreichte wie geplant am 5. Juni 2025 die Mondoberfläche, schlug aber infolge einer fehlerhaften Laserhöhenmessung hart auf. Die Hauptziele dieser Mission waren die Erprobung eines selbstgebauten Rovers sowie der Transport weiterer Nutzlasten zur Mondoberfläche. Darüber hinaus sollten die gesammelten Daten dazu genutzt werden, das geplante nachfolgende Landermodell APEX zu verbessern.

## Nutzlasten
Die folgenden auf dem Lander mitzuführenden Nutzlasten wurden im November 2023 bekanntgegeben:
- Ein durch ispace EU entwickelter Kleinrover.[9]

- Ein Elektrolyseur des Unternehmens Takasago Thermal Engineering.

- LunaGlena: Ein Experiment des Unternehmens Euglena zur Nahrungsproduktion durch Mikroalgen.

- Ein Strahlungsmessgerät der Nationalen Zentraluniversität in Taiwan.

- Eine Plakette des Unternehmens Bandai Namco.